# Dombås
Dombås är en tätort och kyrkby i Dovre kommun i Innlandet fylke i Norge. Orten utgör ett stationssamhälle vid järnvägen Dovrebanan mellan Oslo och Trondheim. Här börjar även järnvägssträckan Raumabanan. Dombås är belägen vid Dovrefjell, där Europaväg 6 och Europaväg 136 möts, cirka 210 kilometer söder om Trondheim. Orten är servicecentrum för den övre delen av Gudbrandsdalen, och turistcentrum med tonvikt på vintersport. 